# سيرجي دياتشكوف
سيرجي دياتشكوف (مواليد 28 مارس 1982) هو سبّاح أذربيجاني، مثّل بلاده في الألعاب الأولمبية الصيفية 2004.

## روابط خارجية
سيرجي دياتشكوف على موقع أوليمبيديا (الإنجليزية)